# Коча, Николае Думитру
Николае Думитру Коча (рум. Nicolae Dumitru Cocea; 30 ноября 1880, Бырлад — 1 февраля 1949, Сигишоара) — румынский писатель
, поэт, публицист, журналист, редактор, литературный критик, Революционер.

## Биография
Родился в семье генерала, учился в Бухаресте в Национальном колледже Святого Саввы. Около 1900 года отправился в Париж, чтобы продолжить изучать право. Увлёкся  левыми идеями. После возвращения на родину, был назначен мировым судьей, но испытывал трудности с руководством, которое нелюбило его за свободу мысли. 
Принимал участие в работе кружке «Рабочая Румыния». 
Поддержал крестьянское восстание, был арестован и посажен в тюрьму. Член Социалистически-демократической партии Румынии. В 1910 году он основал и руководил газетой Viata Socială. Во время Первой мировой войны отправился в Петроград.
Сотрудничал в социалистической прессе. В 1917 году в Петрограде был свидетелем Великой Октябрьской социалистической революции; восторженно писал о ней, о В. И. Ленине. 
Был членом Палаты депутатов Румынии.
В романах «Вино долгой жизни» (1931), «Сын слуги» (1933), «Дядюшка Нае» (1935) с симпатией изображал людей из народа, разоблачал буржуазные учреждения, псевдокультуру выскочек. 
Коча возглавлял газету «Эра ноуа» (рум. Era nouă), «Репортёр» (рум. Reporter), издаваемую под руководством компартии Румынии. 
Член румынской компартии. После 1944 года активно боролся за народно-демократический строй, был директором газеты «Виктория» (рум. Victoria, 1944-1946). 
Автор ряда сатирических произведений, памфлетов, книг о путешествиях, эротической литературы.
Похоронен на кладбище Беллу.

## Избранные произведения
- Pamflete, Buc., 1956;
- Pamflete şi articole. Buc., 1960.